# مطر المالود
مطر المالود، حكم كرة قدم بحريني دولي سابق.و قد حكم في كأس الخليج 1992، وقد أدار مباراة منتخب السعودية لكرة القدم ومنتخب عمان لكرة القدم في 4 ديسمبر 1992، من أشهر اللقاءات التي شارك فيها كحكم مساعد (رجل  خط) مباراة السعودية وإنجلترا الدولية عام 1988م بالرياض التي انتهت بالتعادل 1/1 سجلها ماجد عبد الله وتوني آدمز. و قام بتحكيم لقاء الهلال السعودي و العربي الكويتي في بطولة كأس مجلس التعاون لدول الخليج العربية لأبطال الدوري والتي أقيمت في الرياض عام 1986م والذي انتهى بفوز الهلال بهدف سجله اللاعب سعد مبارك وحقق من خلاله نادي الهلال كأس البطولة.